# 大阪市道天神橋天王寺線
大阪市道天神橋天王寺線（おおさかしどうてんじんばしてんのうじせん）は、大阪府大阪市北区から天王寺区に至る全長約4.5kmの主要地方道である。

## 概要
天神橋交差点を境に、北側は天神橋筋、南側は松屋町筋と愛称が付けられている。交通量の増大に伴い大阪万博の開催を期に、天神橋1交差点〜学園坂交差点が南行きの一方通行となる。

### 路線データ
- 起点 - 天神橋1交差点 (大阪府道102号恵美須南森町線交点)
- 終点 - 天王寺公園北口交差点 (国道25号交点)

## 接続路線
| 接続する道路 西← 天神橋天王寺線 →東  | 接続する道路 西← 天神橋天王寺線 →東  | 交差点         | 交差点 | 交差点 |
| ------------------------------------ | ------------------------------------ | -------------- | ------ | ------ |
| 府道102号恵美須南森町線 ＜天神橋筋＞ |                                      |                |        |        |
| 府道102号恵美須南森町線 ＜堺筋＞※    |                                      | 天神橋1        | 大阪市 | 北区   |
| 府道168号石切大阪線 ＜土佐堀通＞     | 府道168号石切大阪線 ＜土佐堀通＞     | 天神橋         | 大阪市 | 中央区 |
| ＜本町通＞                           | ＜本町通＞                           | 内本町2        | 大阪市 | 中央区 |
| 大阪市道築港深江線 ＜中央大通＞      | 大阪市道築港深江線 ＜中央大通＞      | 農人橋         | 大阪市 | 中央区 |
| 国道308号 ＜長堀通＞                 | 国道308号 ＜長堀通＞                 | 松屋町         | 大阪市 | 中央区 |
| 府道702号大阪枚岡奈良線 ＜千日前通＞ | 府道702号大阪枚岡奈良線 ＜千日前通＞ | 下寺町         | 大阪市 | 中央区 |
| 市道難波足代線                       | 市道難波足代線                       | 学園坂         | 大阪市 | 中央区 |
| 国道25号                             | 国道25号                             | 天王寺公園北口 | 大阪市 | 中央区 |

※ 一方通行につき当路線からは進入禁止。
中央区以南は 松屋町筋#交差する道路 も参照。

## 沿線情報

### 北区
- 天神橋筋商店街
- 大阪天満宮
- 旧淀川
- 天神橋
- 中之島公園
- 南天満公園